# Behnam Khosroshahi
Behnam Khalili Khosroshahi (* 7. Juni 1989) ist ein ehemaliger iranischer Radrennfahrer, der auf der Bahn und Straße aktiv war.

## Sportliche Laufbahn
Behnam Khalilikhosroshahi gewann 2007 bei den Asian Junior Games in Thailand die Goldmedaille im Einzelzeitfahren, im Straßenrennen gewann er Silber hinter dem Japaner Hayato Yoshida.
In seinem ersten Jahr bei den Erwachsenen, 2008, gewann er auf der Straße jeweils eine Etappe bei der Taftan Tour, der Azerbaïjan Tour, der Tour of Milad du Nour und der Tour of Kerman. 2013 wurde er iranischer Meister im Einzelzeitfahren.
Auf der Bahn war er bei den asiatischen Meisterschaften erfolgreich: 2009 gewann er mit dem iranischen Vierer Silber in der Mannschaftsverfolgung, 2014 Silber im Scratch und Bronze in der Einerverfolgung, 2015 wurde er im Scratch Asienmeister.

## Erfolge

### Straße
2007
- Junioren-Asienspiele – Einzelzeitfahren
- Junioren-Asienspiele – Straßenrennen

2008
- eine Etappe Taftan Tour
- eine Etappe Azerbaïjan Tour
- eine Etappe Tour of Milad du Nour
- eine Etappe Tour of Kerman

2009
- eine Etappe Milad-e-Do-Nur-Tour

2010
- Mannschaftszeitfahren Tour de Singkarak

2013
- Iranischer Meister – Einzelzeitfahren

### Bahn
2009
- Asienmeisterschaft – Mannschaftsverfolgung (mit Alireza Haghi, Arvin Moazzemi und Hossein Nateghi)

2014
- Asienmeisterschaft – Einerverfolgung
- Asienmeisterschaft – Scratch

2015
- Asienmeister – Scratch